# Cyclopina brachystylis
Cyclopina brachystylis – gatunek widłonoga z rodziny Cyclopinidae. Opisał go w 1921 roku norweski hydrobiolog Georg Ossian Sars.